# TAME Amazonía
TAME Amazonía fue una aerolínea ecuatoriana regional, subsidiaria de TAME, que operó entre 2014 y 2020 en pequeños aeródromos y aeropuertos de la región Amazónica de Ecuador, en concreto en las provincias de Pastaza, Morona Santiago y Zamora Chinchipe.
El costo real del pasaje fue de 81,67$ por pasajero, sin embargo, el Gobierno subsidiaba las rutas por medio de TAME y el pasajero de estos pueblos remotos pagaba únicamente 15$, rebajándolo un 50% para niños, mayores y discapacitados. El resto de ecuatorianos y extranjeros pagaban 60$.
Las deudas de la empresa matriz, TAME, y el impacto de la pandemia del Covid-19 hicieron que la aerolínea acumulase un déficit por valor de 400 millones de dólares, por lo que el gobierno de Lenín Moreno cerró la empresa el 8 de julio de 2020.

## Antiguos destinos
| Desde                                                         | Destinos |
| ------------------------------------------------------------- | --- |
| Aeropuerto Río Amazonas. (Shell Mera, Pastaza)                | Bufeo, Charapacocha, Chichiriota, Conambo, Copataza, Curitza, Jaime Roldós, Juyuintza, Kapawi, Kapirná, Kusuthau, Lorocachi, Montalvo, Moretecocha, Numbaimi, Suraha, Taisha, Toñampare, Wachirpas, Wamouiti y Wiririma |
| Aeropuerto Coronel Edmundo Carvajal. (Macas, Morona Santiago) | Cumbaratza, Ipiak, Juyukamentza, Kaiptach, Mashumarentza, Nayantza, Patukmai, Tsunkintza, Tzapapentza, Warientza y Wasakentza.                                                                                          |

## Flota histórica
| Aeronave         | Número | Pasajeros | Introducido | Retirado | Matrículas              |
| ---------------- | ------ | --------- | ----------- | -------- | ----------------------- |
| Quest Kodiak 100 | 3      | 9         | 2014        | 2020     | HC-CPE, HC-CPF y HC-CPG |